# Worlds Collide (2020)
Worlds Collide (2020) – gala wrestlingu wyprodukowana przez federację WWE dla zawodników z brandu NXT i NXT UK. Odbyła się 25 stycznia 2020 w Toyota Center w Houston w stanie Teksas. Emisja była przeprowadzana ekskluzywnie na żywo za pośrednictwem WWE Network. Była to druga gala w chronologii cyklu Worlds Collide.
Na gali odbyło się sześć walk, w tym jedna w pre-show. W walce wieczoru, Imperium (Walter, Fabian Aichner, Marcel Barthel i Alexander Wolfe) pokonali The Undisputed Era (Adama Cole’a, Bobby’ego Fisha, Kyle’a O’Reilly’ego i Rodericka Stronga) w Eight-man Tag Team matchu, w innych ważnych walkach, Jordan Devlin pokonał broniącego tytułu Angela Garzę, Isaiaha Swerve’a Scotta i Travisa Banksa w Fatal 4-Way matchu zostając nowym posiadaczem tytułu NXT Cruiserweight Championship oraz NXT Women’s Champion Rhea Ripley pokonała Toni Storm broniąc swój tytuł.

## Produkcja
| Rola                    | Osoba             |
| ----------------------- | ----------------- |
| Komentatorzy            | Tom Phillips      |
| Komentatorzy            | Nigel McGuinness  |
| Hiszpańscy komentatorzy | Carlos Cabrera    |
| Hiszpańscy komentatorzy | Marcelo Rodríguez |
| Spikerzy                | Alicia Taylor     |
| Spikerzy                | Andy Shepherd     |

Worlds Collide oferowało walki profesjonalnego wrestlingu z udziałem różnych wrestlerów należących do brandów NXT i NXT UK spośród istniejących oskryptowanych rywalizacji i storyline’ów. Kreowane są podczas cotygodniowych gal NXT i NXT UK. Wrestlerzy są przedstawieni jako heele (negatywni, źli zawodnicy i najczęściej wrogowie publiki) i face’owie (pozytywni, dobrzy i najczęściej ulubieńcy publiki), którzy rywalizują pomiędzy sobą w seriach walk mających budować napięcie. Kulminacją rywalizacji jest walka wrestlerska lub ich seria.

### Tło
Worlds Collide to seria gal profesjonalnego wrestlingu, które rozpoczęły się 26 stycznia 2019 roku, kiedy WWE zorganizowało turniej międzybrandowy, w którym wzięli udział zapaśnicy z ich brandów NXT, NXT UK i 205 Live. Nazwa "Worlds Collide" została następnie przyjęta dla serii WWE Network, która została wyemitowana w kwietniu 2019 roku. Podczas weekendowych zapowiedzi Royal Rumble 2020, WWE ujawniło, że drugie wydarzenie Worlds Collide będzie transmitowane na żywo na WWE Network 25 stycznia 2020 roku i odbędzie się w Toyota Center w Houston w stanie Teksas, choć w przeciwieństwie do wydarzenia z poprzedniego roku, będą tylko zawodnicy NXT i NXT UK, a nie 205 Live. Również w przeciwieństwie do wydarzenia w 2019 roku, nie było turnieju Worlds Collide, w którym stawką było przyszła walka o wybrane mistrzostwo. Zamiast tego, walki karty były walkami międzybrandowymi, w których wrestlerzy z NXT zmierzyli się z tymi z NXT UK.

## Wyniki walk
| Nr                                                                   | Wyniki | Stypulacje                                         | Czas  |
| -------------------------------------------------------------------- | --- | -------------------------------------------------- | ----- |
| 1P                                                                   | Kay Lee Ray pokonała Mię Yim | Singles match                                      | 9:15  |
| 2                                                                    | Finn Bálor pokonał Ilję Dragunova | Singles match                                      | 14:00 |
| 3                                                                    | Jordan Devlin pokonał Angela Garzę (c), Isaiaha Swerve’a Scotta i Travisa Banksa                                                                                         | Fatal 4-Way match o NXT Cruiserweight Championship | 12:05 |
| 4                                                                    | DIY (Johnny Gargano i Tommaso Ciampa) pokonali Moustache Mountain (Trenta Sevena i Tylera Bate’a)                                                                        | Tag Team match                                     | 22:55 |
| 5                                                                    | Rhea Ripley (c) pokonała Toni Storm | Singles match o NXT Women’s Championship           | 10:15 |
| 6                                                                    | Imperium (Walter, Fabian Aichner, Marcel Barthel i Alexander Wolfe) pokonali The Undisputed Era (Adama Cole’a, Bobby’ego Fisha, Kyle’a O’Reilly’ego i Rodericka Stronga) | Eight-man Tag Team match                           | 29:50 |
| (c) – mistrz/mistrzyni przed walkąP – walka miała miejsce w pre-show | |                                                    |       |